# لونبورگ (منطقه)
لونبورگ (به آلمانی: Regierungsbezirk Lüneburg) یک رگیرونگسبتسیرک در آلمان است که در Province of Hanover واقع شده‌است. لونبورگ ۱٬۷۰۲٬۱۷۹ نفر جمعیت دارد.